# Pietro Cataldi
Pietro Antonio Cataldi (Bolonha, 15 de abril de 1548 — Bolonha, 11 de fevereiro de 1626) foi um matemático italiano. Cidadão de Bolonha, ele ensinou matemática e astronomia e também trabalhou em problemas militares. Seu trabalho incluiu o desenvolvimento de frações contínuas e um método para sua representação. Ele foi um dos muitos matemáticos que tentaram provar o quinto postulado de Euclides.

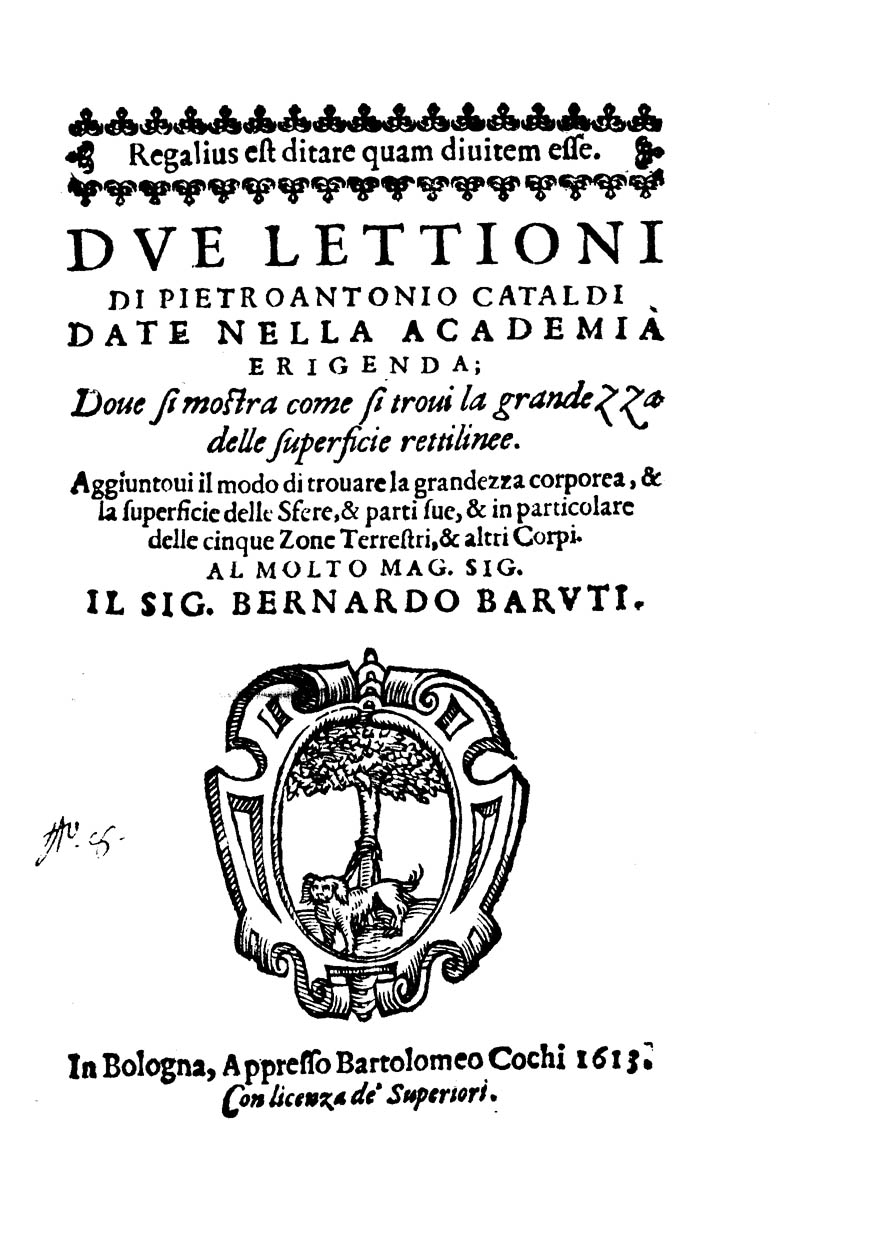
Due lettioni, 1613

Cataldi descobriu o sexto e o sétimo números perfeitos em 1588. Sua descoberta do 6º, que corresponde a p=17 na fórmula Mp=2p -1, explodiu um mito da teoria dos números muitas vezes repetido de que o perfeito os números tinham dígitos de unidades que invariavelmente alternavam entre 6 e 8. (Até Cataldi, 19 autores que remontam a Nicômaco são relatados como tendo feito a afirmação, com mais alguns repetindo isso depois, de acordo com a História da Teoria dos Números de L.E.Dickson). A descoberta por Cataldi (para p=19) deteve o recorde para o maior primo conhecido por quase dois séculos, até que Leonhard Euler descobriu que 231-1 era o oitavo primo de Mersenne. Embora Cataldi tenha afirmado incorretamente que p=23, 29, 31 e 37 também geram primos de Mersenne (e números perfeitos), a demonstração clara de seu texto mostra que ele genuinamente estabeleceu primalidade por meio de p=19.

## Trabalhos
- Pietro Antonio Cataldi, Pratica aritmetica, ovvero elementi pratici delli numeri aritmetici. 1, In Bologna, Giovanni Rossi, 1602. URL consultato il 15 giugno 2015.
- (LA) Pietro Antonio Cataldi, Opusculum de lineis rectis aequidistantibus, et non aequidistantibus, Bononiae, Giovanni Rossi, 1603. URL consultato il 15 giugno 2015.
- Pietro Antonio Cataldi, Trattato de' numeri perfetti, In Bologna, Giovanni Rossi, 1603. URL consultato il 15 giugno 2015.
- Pietro Antonio Cataldi, Pratica aritmetica, ovvero elementi pratici delli numeri aritmetici. 2, In Bologna, Giovanni Rossi, 1606. URL consultato il 15 giugno 2015.
- Pietro Antonio Cataldi, Trattato della quadratura del cerchio, In Bologna, Bartolomeo Cochi, 1612. URL consultato il 15 giugno 2015.
- Pietro Antonio Cataldi, Due lettioni date nella academia erigenda dove si mostra come si trovi la grandezza delle superficie rettilinee, In Bologna, Bartolomeo Cochi, 1613. URL consultato il 15 giugno 2015.
- Pietro Antonio Cataldi, Trattato del modo brevissimo di trovare la radice quadra delli numeri, et regole da approssimarsi di continuo al vero nelle radici de' numeri non quadrati, In Bologna, Bartolomeo Cochi, 1613. URL consultato il 15 giugno 2015.
- Pietro Antonio Cataldi, Regola della quantità, o cosa di cosa, In Bologna, Sebastiano Bonomi, 1618. URL consultato il 15 giugno 2015.
- Pietro Antonio Cataldi, Nuova algebra proporzionale, In Bologna, Sebastiano Bonomi, 1619. URL consultato il 15 giugno 2015.
- Pietro Antonio Cataldi, Elementi delle quantità algebratiche, In Bologna, Sebastiano Bonomi, 1620. URL consultato il 15 giugno 2015.
- Pietro Antonio Cataldi, Algebra applicata, 1622
- Pietro Antonio Cataldi, Difesa di Euclide, 1626